# Торпе
Торпѐ (на италиански и на сардински: Torpè) е малко градче и община в Южна Италия, провинция Нуоро, автономен регион и остров Сардиния. Разположено е на 24 m надморска височина. Населението на общината е 2943 души (към 2010 г.).